# Dallas Cowboys 2011
La stagione 2011 dei Dallas Cowboys è stata la 52ª della franchigia nella National Football League e la prima completa con come capo-allenatore Jason Garrett. La squadra migliorò il record di 6-10 della stagione precedente ma fu eliminata dalla contesa per i playoff all'ultima partita dai New York Giants, che avrebbero poi vinto il Super Bowl.

## Scelte nel Draft 2011

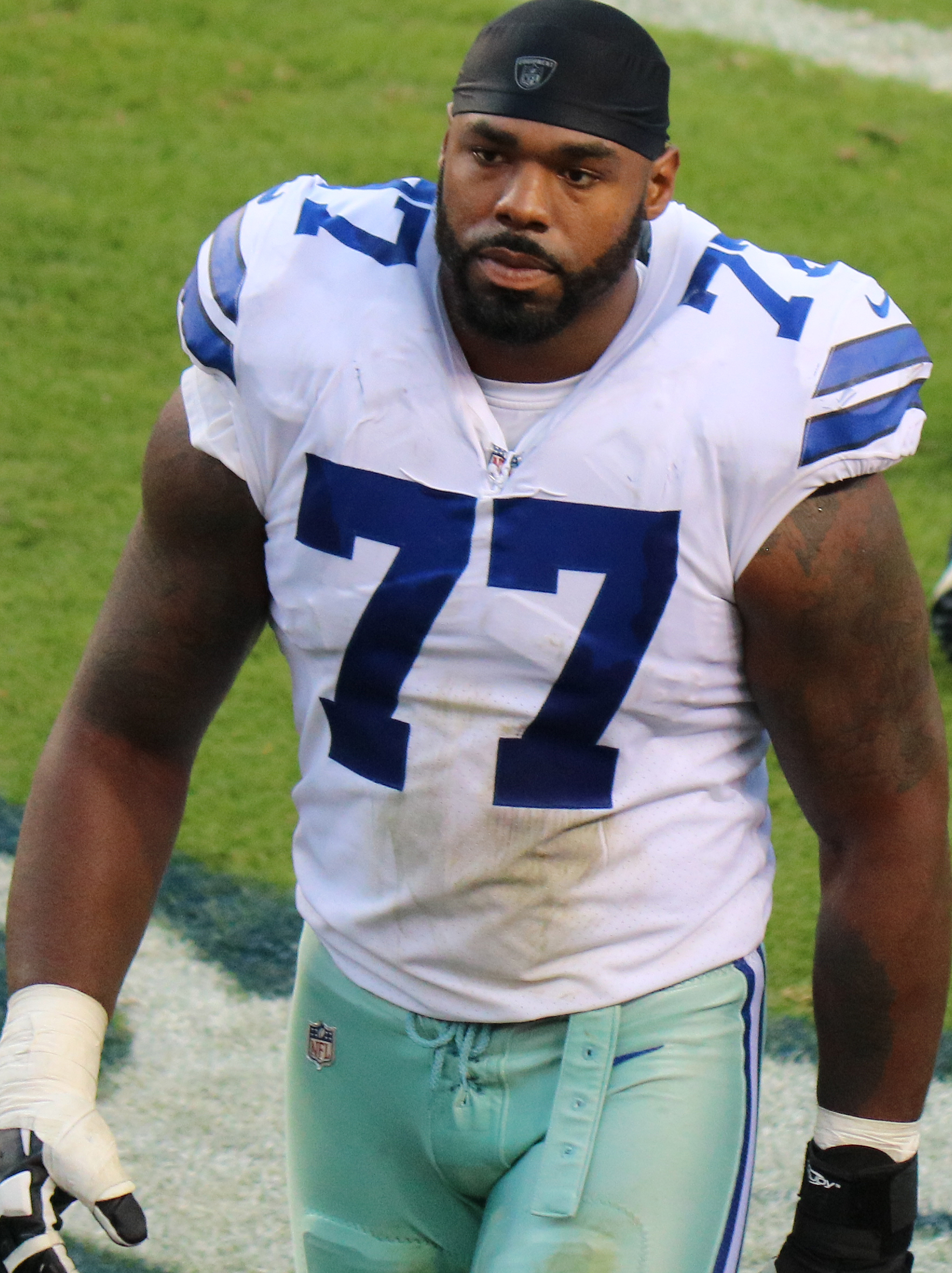
Tyron Smith fu scelto come nono assoluto nel draft 2011

| Giro | Scelta | Giocatore      | Ruolo | College        |
| ---- | ------ | -------------- | ----- | -------------- |
| 1    | 9      | Tyron Smith    | OT    | USC            |
| 2    | 40     | Bruce Carter   | ILB   | North Carolina |
| 3    | 71     | DeMarco Murray | RB    | Oklahoma       |
| 4    | 110    | David Arkin    | G     | Missouri State |
| 5    | 143    | Josh Thomas    | CB    | Buffalo        |
| 6    | 176    | Dwayne Harris  | WR    | East Carolina  |
| 7    | 220    | Shaun Chapas   | FB    | Georgia        |
| 7    | 252    | Bill Nagy      | C     | Wisconsin      |

## Staff
| Staff dei Dallas Cowboys nel 2011 |
| --- |
| Organi dirigenziali - Proprietario/Presidente/General manager: Jerry Jones Capo allenatore - Capo allenatore/Coordinatore dell'attacco: Jason Garrett Altri allenatori - Assistente/Wide Receiver: Jimmy Robinson - Sviluppo della forza e della condizione: Mike Woicik Allenatori dell'attacco - Quarterback: Wade Wilson - Running back: Skip Peete - Tight End/Passaggi: John Garrett - Offensive Line/Corse: Hudson Houck Allenatori della difesa - Coordinatore della difesa: Rob Ryan - Defensive Line: Brian Baker - Linebacker: Matt Eberflus - Defensive back: Dave Campo - Safety: Brett Maxie Allenatori dello special team - Coordinatore dello special team: Joe DeCamillis - Assistente dello special team/Kicker: Chris Boniol |

## Roster
| Roster dei Dallas Cowboys nel 2011 |
| --- |
| Quarterback - 7 Stephen McGee - 9 Tony Romo Running Back - 45 Shaun Chapas FB - 24 Tony Fiammetta FB - 28 Felix Jones - 23 Sammy Morris Wide Receiver - 19 Miles Austin - 88 Dez Bryant PR - 17 Dwayne Harris - 16 Jesse Holley - 15 Andre Holmes - 85 Kevin Ogletree KR - 81 Laurent Robinson Tight End - 80 Martellus Bennett - 89 John Phillips FB - 82 Jason Witten Offensive Linemen - 62 David Arkin G - 67 Phil Costa C - 75 Derrick Dockery G - 68 Doug Free T - 64 Montrae Holland G - 63 Kyle Kosier G - 60 Kevin Kowalski C/G - 70 Daniel Loper G - 78 Jermey Parnell T - 77 Tyron Smith T Defensive Linemen - 92 Josh Brent NT - 99 Kenyon Coleman DE - 96 Clifton Geathers DE - 97 Jason Hatcher DE - 95 Sean Lissemore NT/DE - 90 Jay Ratliff NT - 98 Marcus Spears DE Linebacker - 55 Alex Albright OLB/ILB - 51 Keith Brooking ILB - 57 Victor Butler OLB/DE - 54 Bruce Carter ILB - 56 Bradie James ILB - 50 Sean Lee ILB - 93 Anthony Spencer OLB/DE - 94 DeMarcus Ware OLB/DE Defensive Back - 20 Alan Ball CB - 26 Abram Elan SS/FS - 21 Mike Jenkins CB - 40 Danny McCray FS - 41 Terence Newman CB - 32 Orlando Scandrick CB - 43 Gerald Sensabaugh FS/SS - 36 Mana Silva SS - 25 Frank Walker CB Special Team - 5 Dan Bailey K - 91 L.P. Ladouceur LS - 1 Mat McBriar P Lista delle riserve - 18 David Buehler K (IR) - 42 Barry Church SS (IR) - 2 Kai Forbath K (NF-Inj.) - 3 Jon Kitna QB (IR) - 29 DeMarco Murray IR - 61 Bill Nagy G (IR) - 86 Raymond Radway WR (IR) - 34 Phillip Tanner IR Squadra di allenamento - 31 Mario Butler CB - 72 Robert Callaway NT/DE - 14 Chris Greisen QB - 6 Chris Jones P - 58 Orie Lemon ILB - 30 Chauncey Washington RB - 10 Teddy Williams WR - 27 C.J. Wilson CB 53 attivi, 8 inattivi, 8 nella squadra di allenamento |
| Legenda - I rookie sono in corsivo. - Il primo ruolo è il principale mentre gli eventuali successivi indicano i ruoli secondari. - (IR) sta per Injured Reserve ed indica la lista ristretta per un solo giocatore infortunato che può tornare ad allenarsi dopo la settimana 6 e a rientrare in prima squadra dopo che questa ha giocato 8 partite. - (NF-Inj.) / (NF-Ill.) stanno rispettivamente per Non-Football Injured e Non-Football Illness ed indicano le liste dove viene inserito un giocatore che ha un infortunio o una malattia non dipendente dal football americano. - (PUP) sta per Physically Unable to Perform ed indica la lista dove viene inserito un giocatore mentre è in attesa di recuperare la condizione fisica. Nella stagione regolare dopo la sesta partita giocata dalla propria squadra, il giocatore ha tempo tre settimane per riprendere ad allenarsi, più tre settimane aggiuntive dal suo rientro agli allenamenti per rientrare in prima squadra. |

## Calendario

### Stagione regolare
| Turno | Data               | Ora                | Avversario              | Risultato          | Risultato          | Stadio                        | TV                 | NFL.com recap      |
| Turno | Data               | Ora                | Avversario              | Punteggio          | Record             | Stadio                        | TV                 | NFL.com recap      |
| ----- | ------------------ | ------------------ | ----------------------- | ------------------ | ------------------ | ----------------------------- | ------------------ | ------------------ |
| 1     | 11/9               | 7:20 p.m. CDT      | at New York Jets        | S 24–27            | 0–1                | MetLife Stadium               | NBC                | Recap              |
| 2     | 18/9               | 3:05 p.m. CDT      | at San Francisco 49ers  | V 27–24 (DTS)      | 1–1                | Candlestick Park              | Fox                | Recap              |
| 3     | 26/9               | 7:30 p.m. CDT      | Washington Redskins     | V 18–16            | 2–1                | Cowboys Stadium               | ESPN               | Recap              |
| 4     | 2/10               | 12:00 p.m. CDT     | Detroit Lions           | S 30–34            | 2–2                | Cowboys Stadium               | Fox                | Recap              |
| 5     | Settimana di pausa | Settimana di pausa | Settimana di pausa      | Settimana di pausa | Settimana di pausa | Settimana di pausa            | Settimana di pausa | Settimana di pausa |
| 6     | 16/10              | 3:15 p.m. CDT      | at New England Patriots | S 16–20            | 2–3                | Gillette Stadium              | Fox                | Recap              |
| 7     | 23/10              | 3:15 p.m. CDT      | St. Louis Rams          | V 34–7             | 3–3                | Cowboys Stadium               | Fox                | Recap              |
| 8     | 30/10              | 7:20 p.m. CDT      | at Philadelphia Eagles  | S 7–34             | 3–4                | Lincoln Financial Field       | NBC                | Recap              |
| 9     | 6/11               | 12:00 p.m. CST     | Seattle Seahawks        | V 23–13            | 4–4                | Cowboys Stadium               | Fox                | Recap              |
| 10    | 13/11              | 12:00 p.m. CST     | Buffalo Bills           | V 44–7             | 5–4                | Cowboys Stadium               | CBS                | Recap              |
| 11    | 20/11              | 12:00 p.m. CST     | at Washington Redskins  | V 27–24 (DTS)      | 6–4                | FedExField                    | Fox                | Recap              |
| 12    | 24/11              | 3:15 p.m. CST      | Miami Dolphins          | V 20–19            | 7–4                | Cowboys Stadium               | CBS                | Recap              |
| 13    | 4/12               | 3:15 p.m. CST      | at Arizona Cardinals    | S 13–19 (DTS)      | 7–5                | University of Phoenix Stadium | Fox                | Recap              |
| 14    | 11/12              | 7:20 p.m. CST      | New York Giants         | S 34–37            | 7–6                | Cowboys Stadium               | NBC                | Recap              |
| 15    | 17/12              | 7:20 p.m. CST      | at Tampa Bay Buccaneers | V 31–15            | 8–6                | Raymond James Stadium         | NFLN               | Recap              |
| 16    | 24/12              | 3:15 p.m. CST      | Philadelphia Eagles     | S 7–20             | 8–7                | Cowboys Stadium               | Fox                | Recap              |
| 17    | 1/1                | 7:20 p.m. CST      | at New York Giants      | S 14–31            | 8–8                | MetLife Stadium               | NBC                | Recap              |